# عملیات لاینبکر
عملیات لاینبکر (به انگلیسی: Operation Linebacker) نام عملیات نظامی هوایی ایالات متحدهٔ آمریکا علیه جمهوری دموکراتیک ویتنام (ویتنام شمالی) از تاریخ ۹ مه تا ۲۳ اکتبر ۱۹۷۲ در خلال جنگ ویتنام بود.
هدف این عملیات متوقف کردن یا کند کردن ترابری تجهیزات و ملزومات برای حملهٔ انگوین هوئه (در غرب به حمله عید پاک معروف است) بود. حملهٔ انوگین هوئه حمله به جمهوری ویتنام از سوی نیروهای ارتش خلق ویتنام بود که در ۳۰ مارس آغاز شد. پس از توقف بمباران که در نوامبر ۱۹۶۸ به فرمان لیندن جانسون انجام شد، عملیات لاینبکر نخستین بمباران پیوسته علیه ویتنام شمالی بود.